# کانویر اف-۱۰۶ دلتا دارت

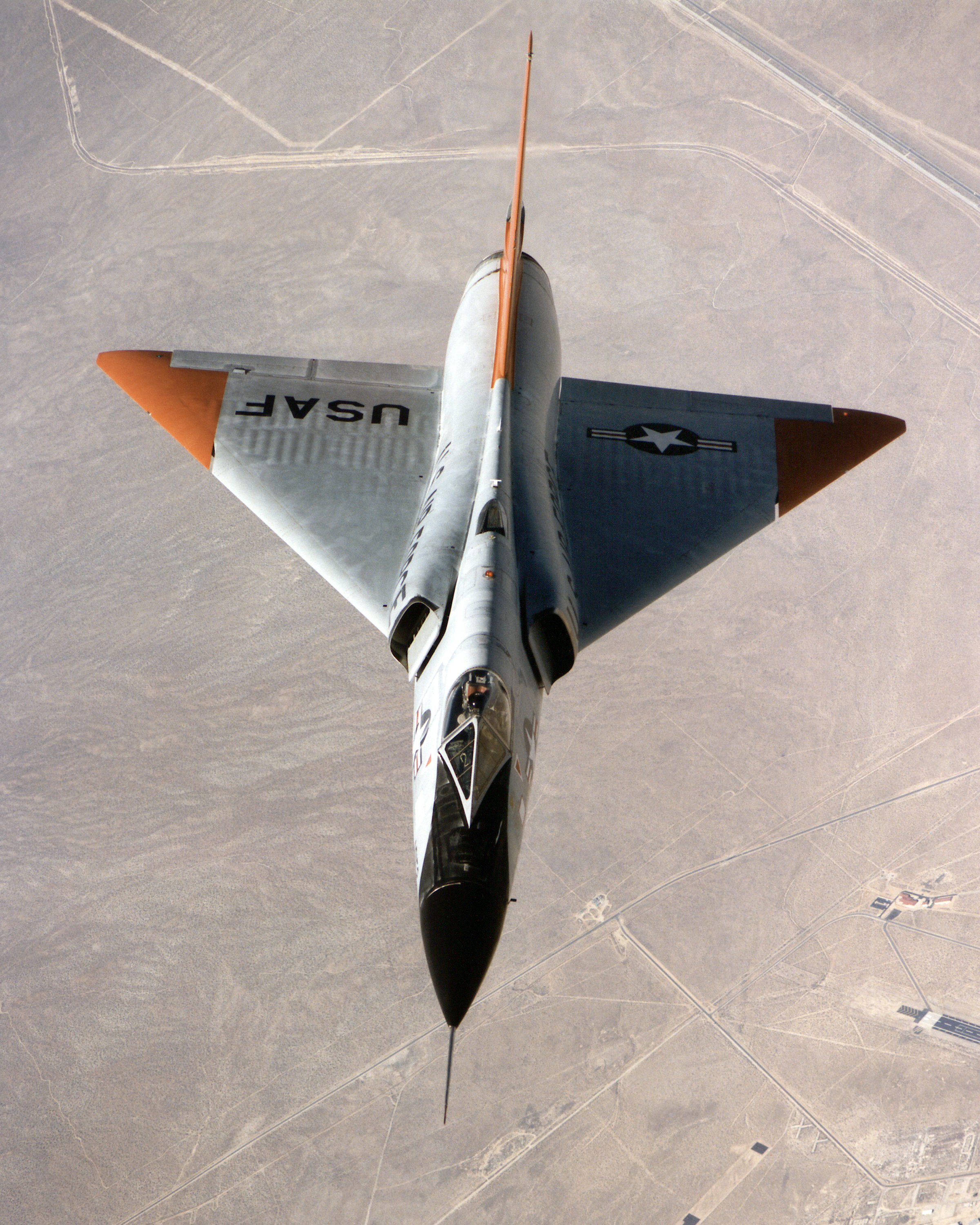
یک اف-۱۰۶ متعلق به ناسا در حال انجام مأموریت در پروژه موسوم به «کسوف»

کانویر اف-۱۰۶ دلتا دارت (به انگلیسی: Convair F-106 Delta Dart) هواپیمای اصلی رهگیر نیروی هوایی ایالات متحده منطبق با تمام شرایط آب و هوایی از دهه ۱۹۶۰ تا ۱۹۸۰ بود که به عنوان به اصطلاح «رهگیر نهایی» طراحی شده بود و ثابت شد که آخرین رهگیر اختصاصی در سرویس نیروی هوایی ایالات متحده تا به امروز است. این جنگنده بتدریج در دهه ۱۹۸۰ بازنشسته شد و با هواپیماهای بدون سرنشین QF-106 جایگزین گردید که تا سال ۱۹۹۸ تحت برنامه Pacer Six مورد استفاده قرار گرفتند.